# Jerónimo de la Gándara
Gerónimo de la Gándara y de la Gándara (Ceceñas, 1825-Madrid, 1877) fue un arquitecto español que diseñó numerosos edificios públicos durante el reinado de Isabel II.

## Biografía
Nació en 1825 en la localidad cántabra de Ceceñas. Alumno de Antonio de Zabaleta, se tituló en la Escuela Especial de Arquitectura de Madrid en 1848, siendo el primero de su promoción.

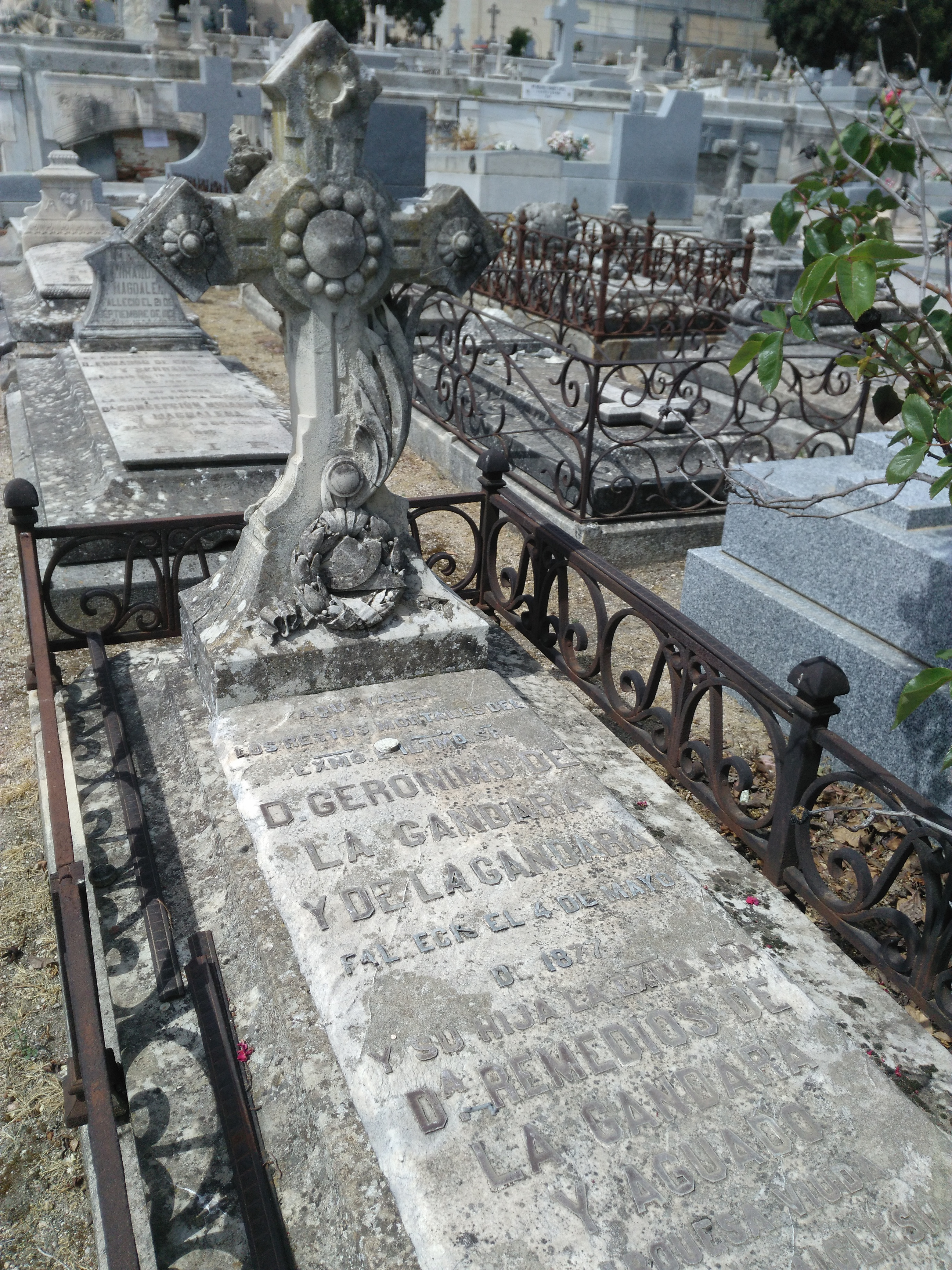
Tumba de Gerónimo de la Gándara en el cementerio de San Isidro

Completó sus estudios, pensionado, en Alemania y el Reino Unido. Viajó por lugares como Roma, Nápoles, Sicilia y Atenas. Fue el primer arquitecto español que conoció de primera mano las ruinas del Partenón de Atenas, del que dibujó planos. En 1853 ingresó como profesor en la Escuela de Arquitectura madrileña, donde llegó a ser catedrático en 1855 y mantuvo la actividad académica hasta 1873.[cita requerida]
Fue miembro de la comisión que investigó los monumentos españoles, publicando sus hallazgos en el libro ilustrado titulado Monumentos arquitectónicos de España publicado en 1859, con textos en español y francés. También como miembro de esta comisión, se involucró en excavaciones explorando ruinas en el centro de España que databan del periodo de al-Ándalus, algunas de tiempos del emperador Justiniano y sus sucesores.
Se opuso a la pretensión de trasladar mosaicos de la antigüedad a Madrid desde el lugar donde se encontrasen dada la dificultad de preservarlos intactos. Falleció en 1877 en Madrid o en «el Baztan».

## Obra

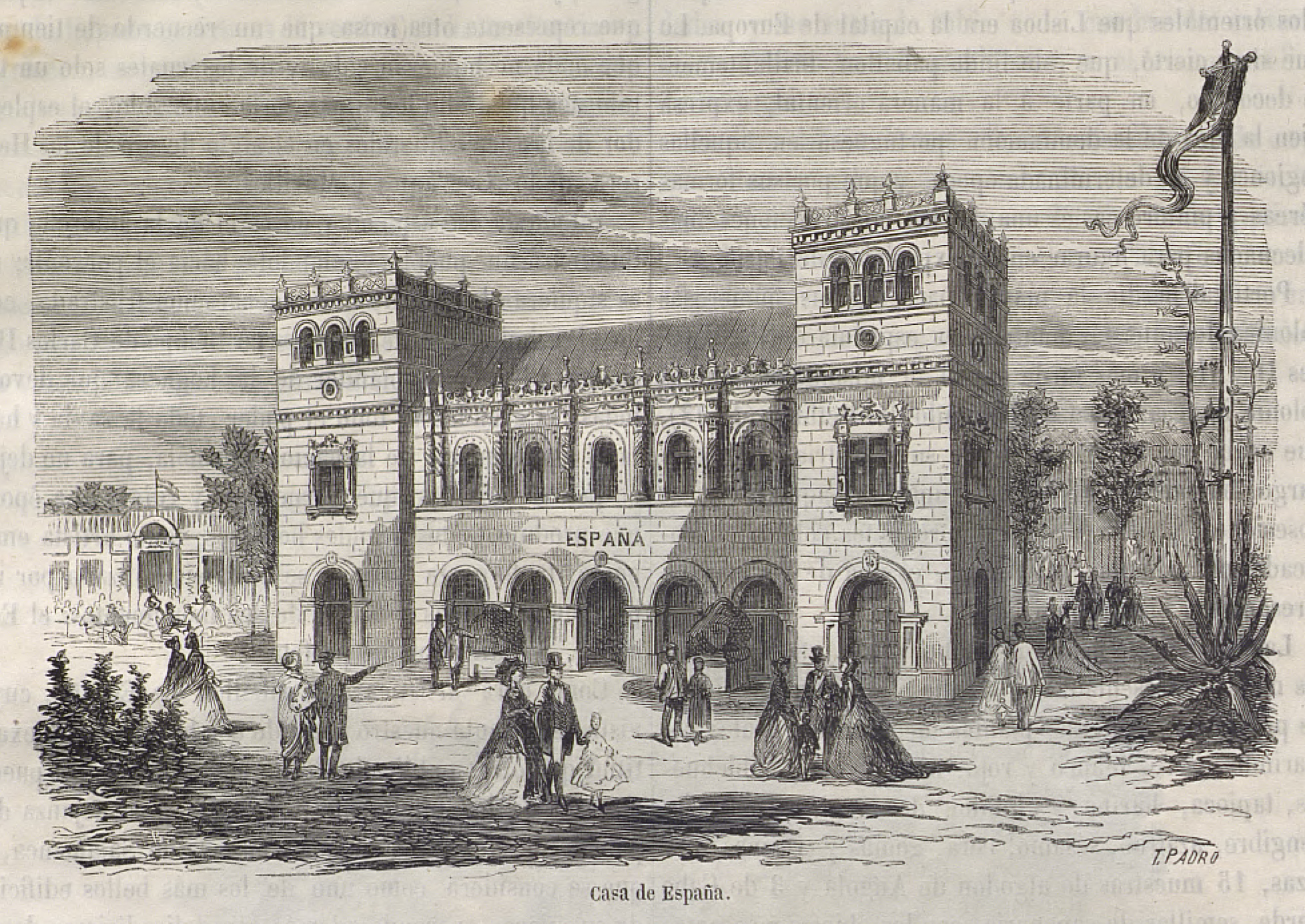
Pabellón de España en 1867

Proyectó el Teatro de la Zarzuela en Madrid, obra de José María Sánchez Guallart, inaugurado en 1856 con motivo del cumpleaños de la reina Isabel II. El edificio original se incendió en 1909, pero Cesáreo Iradier lo reconstruyó más tarde. El teatro sigue la tradición italiana, con una sala en forma de herradura que contenía tres niveles. En 1857 diseñó la Casa-palacio del Marqués de Viluma, que se inauguró en 1859.[cita requerida]

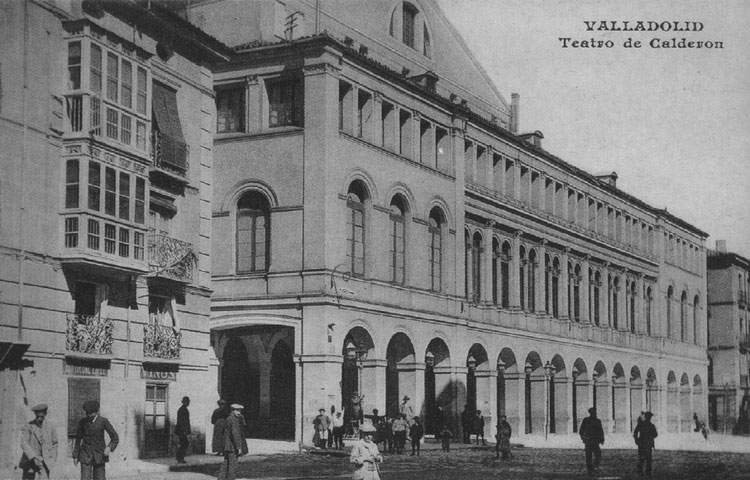
Teatro Calderón

Desarrolló una labor ingente al amparo del despegue urbano del primer proceso industrializador de España, con la expansión de las ciudades y la construcción de nuevos edificios de carácter público durante el reinado de Isabel II. Entre sus trabajos, impregnados de un estilo clásico con aire renacentista, destaca el haber realizado el pabellón español en la Exposición Universal de París de 1867, el ya mencionado Teatro de la Zarzuela (Madrid), donde apenas si se conservan restos de su obra con la remodelaciones posteriores, y en Valladolid los teatros de Lope de Vega y Calderón, además de un teatro en Jerez.

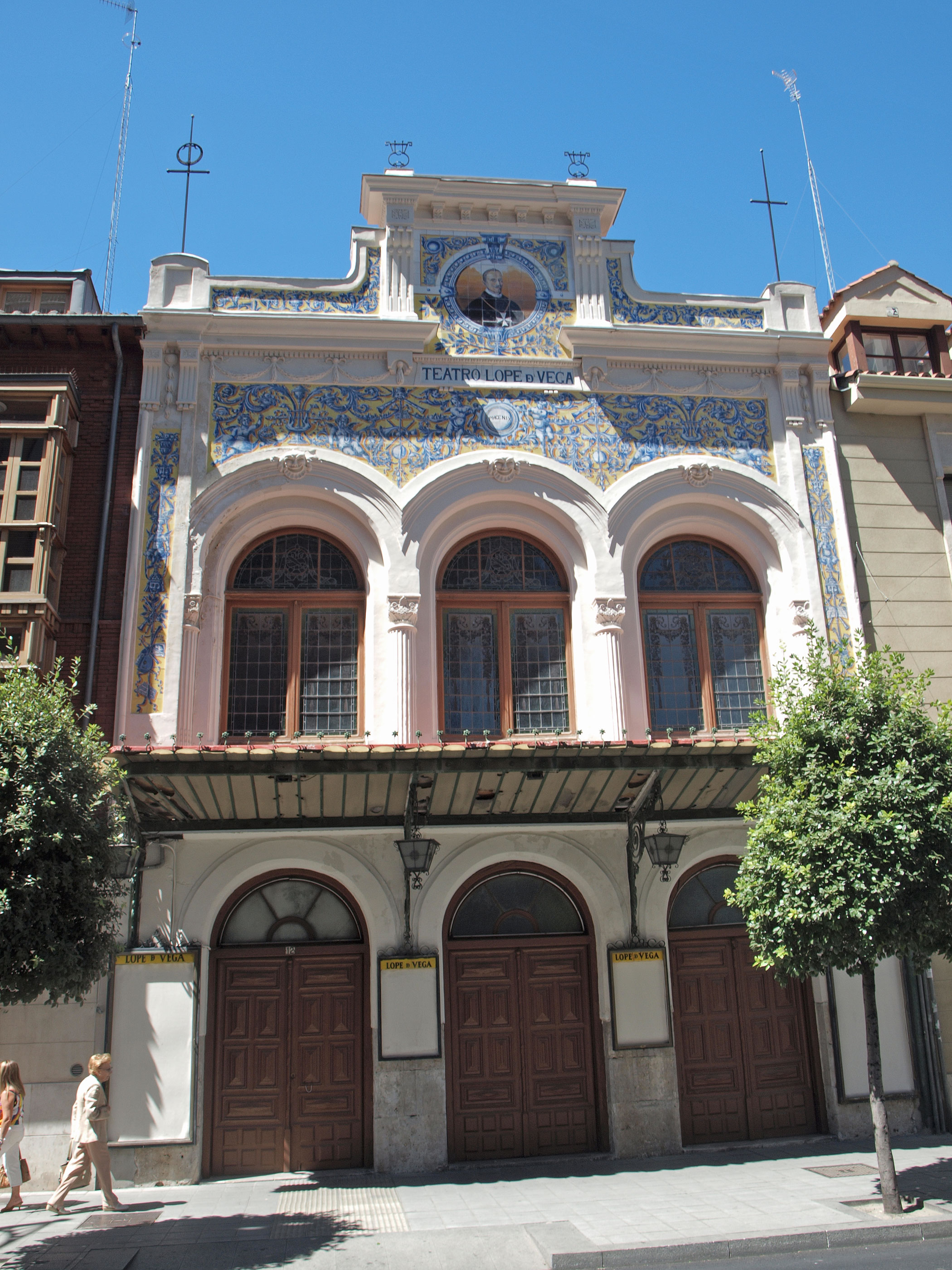
Teatro Lope de Vega

El primero de estos dos teatros vallisoletanos, el de Lope de Vega, fue inaugurado el 8 de diciembre de 1861 y su fachada, restaurada en 1920, es de estilo clásico. Cuenta con dos niveles, cada uno con tres arcos, y un frontón que contiene un medallón con la imagen de Lope de Vega esculpido por Ponciano Ponzano. El teatro Calderón, construido en estilo neoclásico ecléctico, sería inaugurado en 1864, mismo año en que Gándara construyó un panteón para el político Manuel Beltrán de Lis en el cementerio del Sacramental de San Isidro.
Fue también responsable de proyectos de diversas viviendas situadas en la Carrera de San Jerónimo esquina a la calle de la Victoria, otra que daba a la plaza de Santa Cruz con fachadas a la calle de Atocha y plazuela de la Leña, y un inmueble de la calle de la Libertad, donde tuvo sede la redacción de La Época, además de intervenir en la remodelación de la fachada del edificio del Senado, concretamente el arco de ingreso.
En palabras de Miguel Martínez Ginesta, el estilo de Gándara en la Exposición de París de 1867 habría hecho patente detestar «los mamarrachos arquitectónicos franceses que se levanta[ba]n ufanos en el paseo de la Castellana».